# Ignasiana BTT
La Ignasiana BTT és un itinerari per ser seguit en BTT, ja sia Gravel o Ebike, autoguiat amb GPS d'aproximadamentt 115 quilòmetres seguint les quatre darreres etapes del Camí Ignasià. Des de l'any 2021 té lloc una marxa amb BTT que ressegueix aquest itinerari.
L'itinerari de la marxa amb BTT travessa les comarques de l'Urgell, la Segarra, l'Anoia i el Bages, amb inici al municipi de Verdú i amb arribada a Manresa, passant per Cervera, Igualada i la falda de Montserrat. El trac permet seguir el recorregut del Camí Ignasià adequat per a bicicleta de muntanya, ja sigui de Gravel o Ebike, evitant trams de carretera o zones perilloses per als ciclistes. L'any 2021 es començà a organitzar-se la marxa que segueix la ruta de la modalitat llarga, de 115 km, que acumula 2.158 metres de desnivell positiu i 2.371 metres de desnivell negatiu es pot completar en un sol dia si s'està avesat a anar amb bicicleta i a fer llargs recorreguts. Aquesta marxa, no competitiva, amb una dificultat mitjana-alta, està ideada per fer-se amb un sistema de navegació GPS.
El recorregut, que comença a Verdú, passa per Cervera, Montmaneu, Igualada, Sant Pau de la Guàrdia, Marganell, la falda de Montserrat, i finalitza a Manresa, a les portes de la Cova de Sant Ignasi, on Ignasi de Loiola, el 1422, fa més de 500 anys, arribava després de deixar enrere el seu passat militar, caminant cap a una nova opció de vida.
L'any 2022 es va incorporar una modalitat de 50 km, amb sortida des d'Igualada i arribada a Manresa, amb 1.060 metres de desnivell positiu i 1.169 metres de desnivell negatiu. El 2023 s'incorpora, amés, una tercera modalitat de 24 km, amb el recorregut circular Manresa-Castellgalí-Manresa, i amb un desnivell d'uns 300 metres aproximadament, tant de pujada com de baixada.